# NGC 142
NGC 142 ist eine Balken-Spiralgalaxie vom Hubble-Typ SBb im Sternbild Walfisch südlich der Ekliptik. Sie ist schätzungsweise 359 Millionen Lichtjahre von der Milchstraße entfernt und hat einen Durchmesser von etwa 115.000 Lichtjahren. Vermutlich bildet sie gemeinsam mit NGC 143 und NGC 144 ein gravitativ gebundenes Galaxientrio.
Das Objekt wurde im Jahr 1886 von dem US-amerikanischen Astronomen Frank Muller entdeckt.